# San Carlos (Negros occidental)
Pour les articles homonymes, voir San Carlos.
San Carlos est une localité de la province du Negros occidental aux Philippines. En 2015, elle compte 132 536 habitants.